# Hålkortsmaskin

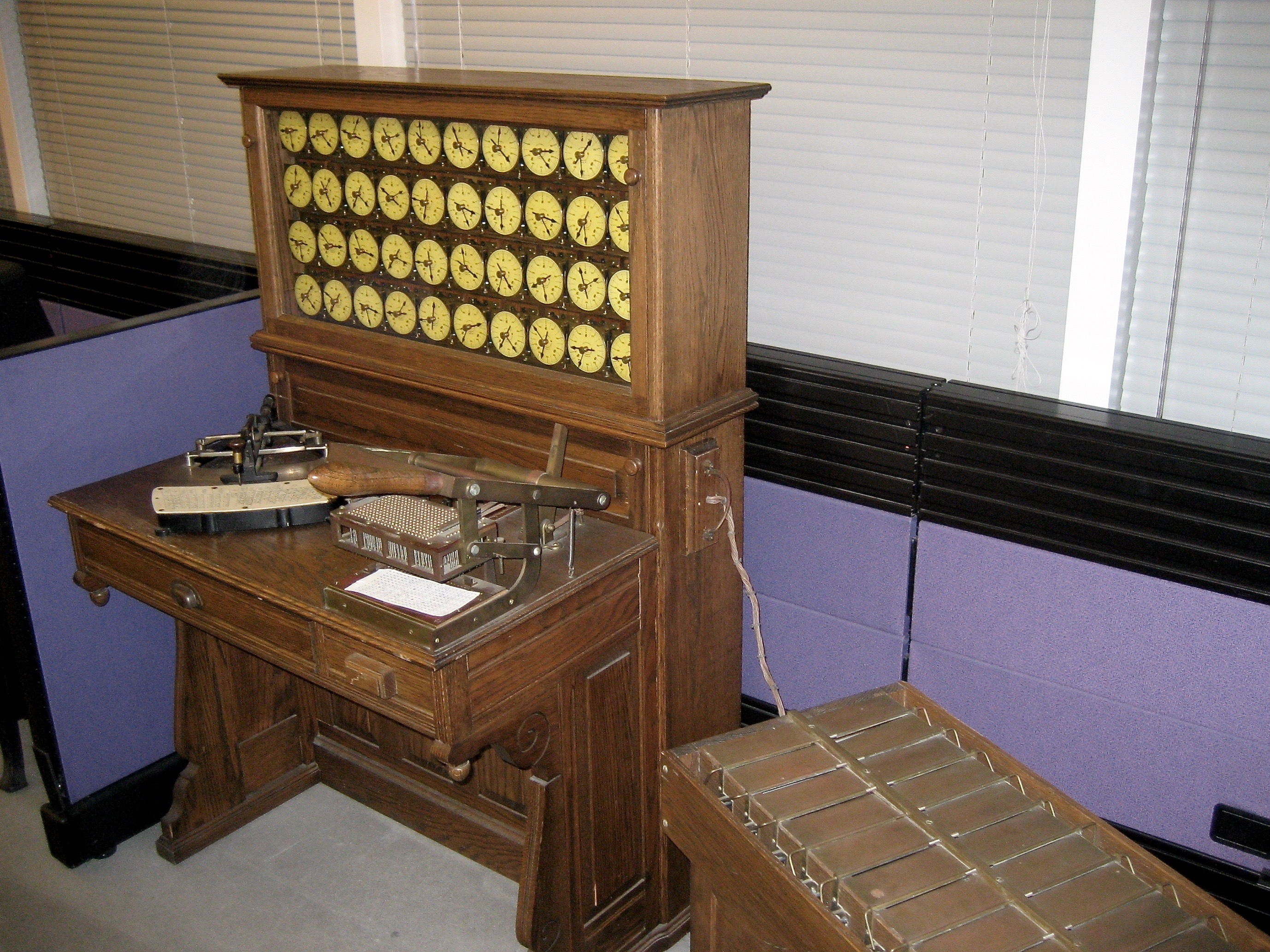
En replik av en Hollerithmaskin vid Computer History Museum i Kalifornien.

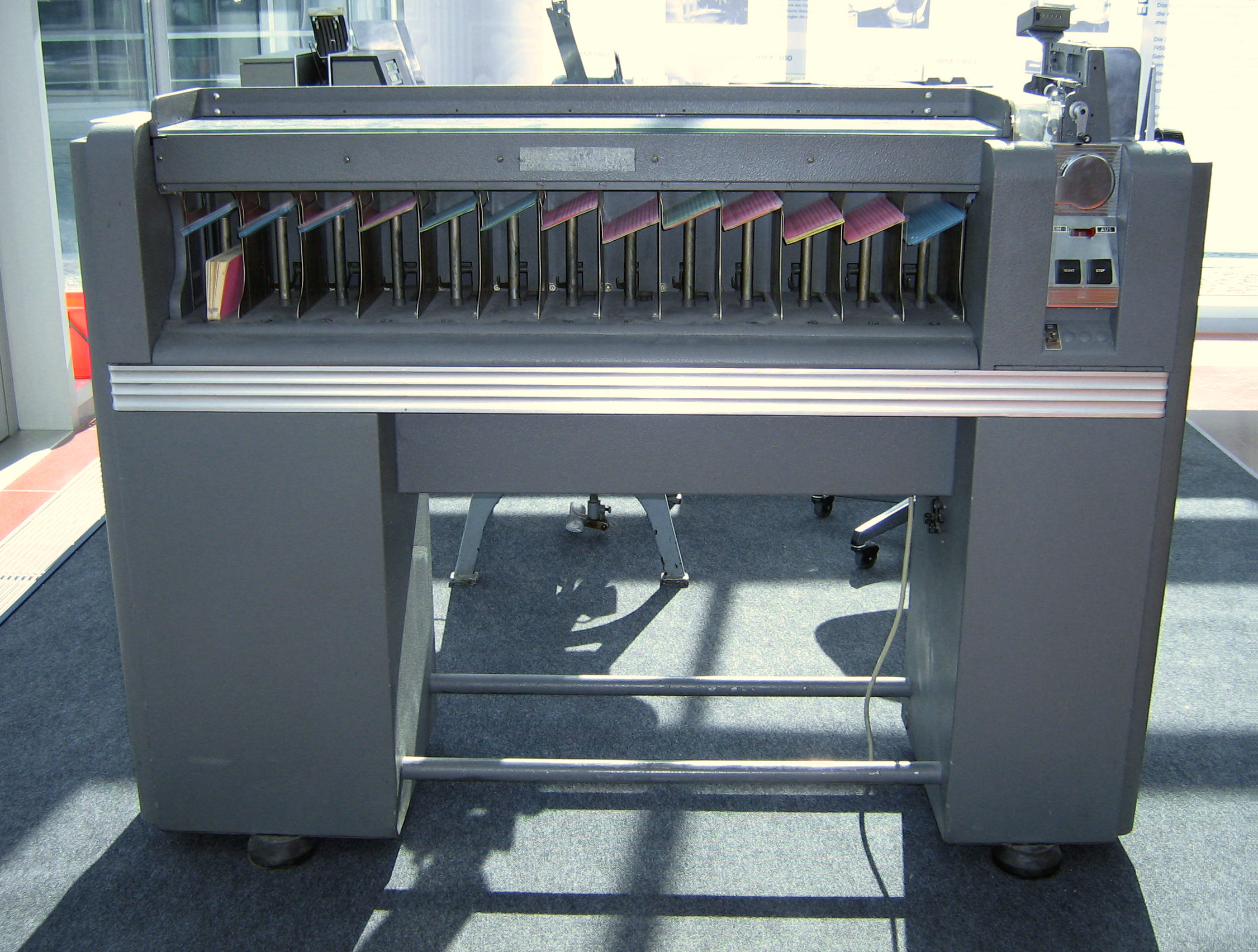
En hålkortssorterare, tillverkad av IBM.

En hålkortsmaskin eller tabuleringsmaskin var en mekanisk eller elektromekanisk föregångare till datorn. På engelska förekommer även termen electric accounting machine (EAC), elektrisk bokföringsmaskin.
Redan 1805 skapade fransmannen Joseph-Marie Jacquard en hålkortsstyrd vävstol, men det var Herman Hollerith som lanserade idén att använda hålkort för lagring av data, i samband med den stora folkräkningen i USA 1890. Han grundade ett av de företag som sedan slogs samman till IBM. Hålkortsmaskiner kallades också länge för Hollerithmaskiner.
För att göra det enkelt och billigt att tillverka och hantera hålkorten använde Herman Hollerith ett slags standardstorlek, nämligen formatet på 1880 års dollarsedlar. Ursprungligen hade korten 45 kolumner med runda hål, men genom att göra hålen rektangulära kunde IBM år 1928 lansera kort med 80 kolumner. Den standarden lever fortfarande kvar på textbaserade bildskärmar som rymmer just 80 tecken per rad.
Det fanns flera olika sorters hålkortsmaskiner,
- Stansmaskinen användes för att stansa hålen och på det sättet lagra data på korten.
- Sorteringsmaskinen sorterade efter en kolumn i taget, så för att göra en fullständig sortering av en bunt hålkort fick man köra dem genom maskinen 80 gånger.
- Kollatorn plockade ihop två sorterade kortbuntar till en sorterad kortbunt eller matchade kortbuntarna i enlighet med gjorda inställningar.
- Kalkylatorn läste de siffervärden som fanns lagrade på hålkorten, gjorde beräkningar och stansade resultatet i lediga kolumner på kortet eller på separata kort.
- Tabulatorn läste informationen, bearbetade den och skrev ut slutresultatet, till exempel fakturor.[1]

De här elektromekaniska maskinerna användes tidigast av myndigheter, järnvägsbolag och försäkringsbolag. De första hålkortsmaskinerna i Sverige fanns bland annat hos Brand och Lifförsäkrings AB Svea i Göteborg 1913, SKF i Göteborg 1918 och Kungl. Statistiska centralbyrån 1921.
Produktionen av hålkortsmaskiner ökade kraftigt på 1920- och 1930-talen. Allt snabbare maskiner tillverkades och sattes i arbete inom forskning, offentlig förvaltning och näringsliv. Den tekniska utvecklingen gick dock så snabbt att till och med de snabbaste hålkortsmaskinerna blev för långsamma. Mot slutet av 1940-talet började hålkortsmaskinernas räknehjul och hävarmar ersättas av elektronrör. 
Hålkorten förblev ett viktigt lagringsmedium långt sedan magnetband, disketter och skivminnen introducerats på marknaden. I Sovjetunionen användes hålkortsmaskiner i princip fram till Sovjetunionens sammanbrott, bland annat för katalogisering av mineralfyndigheter och framställande av ordböcker. 
Även 1960-talets moderna datamaskiner (som datorer kallades på den tiden) använde hålkort för inmatning av data. År 1969 nåddes kulmen, då en miljard hålkort trycktes i Sverige. Vid det laget började dock bildskärmsterminaler bli allt vanligare och användningen av hålkort minskade successivt.
Det sista svenska hålkortet trycktes vid IBM:s tryckeri i Vällingby den 18 februari 1980.